# Augicourt
Augicourt ist eine Gemeinde im französischen Département Haute-Saône in der Region Bourgogne-Franche-Comté.

## Geographie
Augicourt liegt auf einer Höhe von 248 m über dem Meeresspiegel, sechs Kilometer südlich von Jussey und etwa 26 Kilometer nordwestlich der Stadt Vesoul (Luftlinie). Das Dorf erstreckt sich im Nordwesten des Departements, in der leicht gewellten Landschaft am Ostrand des Plateaus von Langres, am Rand der Höhen von Cherlieu, westlich des Tals des Ruisseau du Bas des Veaux.
Die Fläche des 9,06 km² großen Gemeindegebiets umfasst einen Abschnitt im Bereich des Plateaus westlich des Saônetals. Der Hauptteil des Gebietes wird von einer leicht gewellten Hochfläche eingenommen, die durchschnittlich auf 250 m liegt und überwiegend landwirtschaftlich genutzt wird. Die südliche und östliche Abgrenzung verläuft in einer Talmulde, die vom Ruisseau du Bas des Veaux nach Nordosten über die Ougeotte zur Saône entwässert wird. Gegen Norden steigt das Gelände allmählich an zum bewaldeten Höhenrücken des Grand Bois, auf dem mit 309 m die höchste Erhebung von Augicourt erreicht wird. Das Gebiet um Augicourt besteht aus einer Wechsellagerung von kalkigen und sandig-mergeligen Sedimenten der unteren Jurazeit.
Nachbargemeinden von Augicourt sind Bougey und Gevigney-et-Mercey im Norden, Lambrey im Osten, Arbecey und Semmadon im Süden sowie Oigney im Westen.

## Geschichte
Erstmals urkundlich erwähnt wird Augicourt im Jahr 1148 unter dem Namen Ogescort. Im Mittelalter gehörte das Dorf zur Freigrafschaft Burgund und darin zum Gebiet des Bailliage d’Amont. Die lokale Herrschaft hatten die Vergy inne, die das Lehen Augicourt einer gleichnamigen Adelsfamilie übergaben. Zusammen mit der Franche-Comté gelangte das Dorf mit dem Frieden von Nimwegen 1678 definitiv an Frankreich. Nach der Französischen Revolution wurde Augicourt 1793 Hauptort eines Kantons, der 1803 in den Kanton Combeaufontaine eingegliedert wurde. Die Bewohner lebten zu dieser Zeit hauptsächlich vom Weinbau und dem Anbau von Tabak. Heute ist Augicourt Mitglied des acht Ortschaften umfassenden Gemeindeverbandes Communauté de communes des Vertes Vallées.

## Sehenswürdigkeiten
Die Kirche St-Martin stammt aus dem 17. und 18. Jahrhundert. Sie besitzt eine reich skulptierte Kanzel im Louis-XIV-Stil sowie Reliquien und Statuen aus der Erbauungszeit. Der Ortskern ist geprägt durch zahlreiche Häuser aus dem 17. und 18. Jahrhundert, die den traditionellen Stil der Haute-Saône zeigen. Ein ehemaliger Herrschaftssitz wird heute als Landwirtschaftsbetrieb genutzt. Im 19. Jahrhundert wurde das überdachte Lavoir errichtet, das einst als Waschhaus und Viehtränke diente.

## Bevölkerung
| Jahr                       | 1962 | 1968 | 1975 | 1982 | 1990 | 1999 | 2006 |
| Einwohner                  | 227  | 203  | 182  | 168  | 149  | 142  | 175  |
| Quellen: Cassini und INSEE |      |      |      |      |      |      |      |

Mit 171 Einwohnern (1. Januar 2022) gehört Augicourt zu den kleinen Gemeinden des Département Haute-Saône. Nachdem die Einwohnerzahl in der ersten Hälfte des 20. Jahrhunderts deutlich abgenommen hatte (1896 wurden noch 410 Personen gezählt), wurde seit Beginn der 1990er Jahre wieder ein leichtes Bevölkerungswachstum verzeichnet.

## Wirtschaft und Infrastruktur
Augicourt ist noch heute ein vorwiegend durch die Landwirtschaft (Ackerbau, Obstbau und Viehzucht) und die Forstwirtschaft geprägtes Dorf. Außerhalb des primären Sektors gibt es nur wenige Arbeitsplätze im Ort. Einige Erwerbstätige sind auch Wegpendler, die in den größeren Ortschaften der Umgebung ihrer Arbeit nachgehen.
Der Ort liegt abseits der größeren Durchgangsachsen an einer Departementsstraße, die von Jussey nach Combeaufontaine führt. Weitere Straßenverbindungen bestehen mit Lambrey, Arbecey, Oigney und Bougey.